# Sachsenkam
Sachsenkam är en kommun och ort i Landkreis Bad Tölz-Wolfratshausen i Regierungsbezirk Oberbayern i förbundslandet Bayern i Tyskland.
Kommunen ingår i kommunalförbundet Reichersbeuern tillsammans med kommunerna Greiling och Reichersbeuern.